# Bou Regreg
Il Bou Regreg (in arabo أبو رقراق‎?), che significa Figlio delle cicogne, è un fiume che scorre nella zona occidentale del Marocco e che sfocia nell'Oceano Atlantico fra le città di Rabat e Salé. Il suo estuario è denominato Wadi Sala.

## Caratteristiche
Il fiume è lungo 240 chilometri, con un estuario la cui onda di marea si spinge circa 24 km verso monte. La portata media è di 23 m³/s e può raggiungere i 1500 m³/s durante i periodi di piena. La sorgente del fiume è sita nella catena montuosa del Medio Atlante ad una quota di 1627 metri s.l.m. dal monte Jbel Mtourzgane (provincia di Khemisset) e Grou (provincia di Khénifra) e sbocca nell'Oceano Atlantico separando le città di Rabat a sud e Salé a nord.

## Qualità delle acque
La qualità dell'acqua del Bou Regreg è condizionata dall'intrusione della marea (acqua salata), elevata presenza di nitrati da uso agricolo e mercurio dovuto probabilmente all'uso indiscriminato di pesticidi nel suo bacino idrografico.

## Storia
Fenici e Cartaginesi, che fondarono diverse colonie in Marocco, costruironi insediamenti sulle rive del Bou Regreg, a circa due km dalla foce, nell'antica città di Chellah. Questo sito archeologico contiene le rovine della città romana di Sala Colonia chiamata Sala da Claudio Tolomeo. Chellah fu una importante città portuale e le sue rovine comprendono il Decumano massimo o via principale, un foro, una fontana monumentale, un arco di trionfo, ed altre rovine romane.